# VDL Mode 4
VDL Mode 4, som är en förkortning av VHF (Very High Frequency) Digital Link Mode 4, är en ICAO-standardiserad datalänk utvecklad för den civila luftfarten. Den använder tekniken Self-organising TDMA (STDMA) för att hålla ordning på användningen av den aktuella radiofrekvensen. VDL Mode 4 är godkänd för användning i flygfrekvensbandet 112-136,975 MHz. Tilldelade frekvenser i Europa är 136,925 MHz, på vissa ställen även 136,825 MHz. 
Primär användning av VDL Mode 4 är ADS-B (Automatic Dependent Surveillance Broadcast) vilket kan ses som ett komplement till, eller substitut för, sekundärradar (SSR). VDL Mode 4 kan även användas för annan datakommunikation, till exempel FIS-B (Flight Information Service Broadcast) som till exempel kan vara väderinformation som kan presenteras på en bildskärm i flygplanets förarkabin.